# Zhenwei Wang
Zhenwei Wang (Handan, 20 oktober 1995) is een Chinees acteur en professioneel beoefenaar van Wushu.